# Klassika
Klassika is een symfonieorkest uit Sint Petersburg. Het orkest is opgericht door Aleksandr Kantorov in 1988. In eerste instantie was het bedoeld als kamerorkest maar het groeide binnen drie jaar na de oprichting uit tot een volledig symfonieorkest. Het is de muzikale broer van het veel bekendere Sint-Petersburgs Filharmonisch Orkest. Een andere internationale aanduiding voor Klassika is het "St. Petersburg State Symphony Orchestra".
Het orkest heeft opnamen gemaakt voor onder andere het platenlabel Naxos.